# Liste der Kulturdenkmale in Klein Quenstedt
Die Liste der Kulturdenkmale in Klein Quenstedt enthält die Kulturdenkmale des Landesamtes für Denkmalpflege und Archäologie in Sachsen-Anhalt im Ortsteil Klein Quenstedt der Gemeinde Halberstadt und ist eine Teilliste der Liste der Kulturdenkmale in Halberstadt. Grundlage ist das Denkmalverzeichnis des Landes Sachsen-Anhalt, das auf Basis des Denkmalschutzgesetzes des Landes Sachsen-Anhalt, welches am 21. Oktober 1991 durch das Landesamt erstellt und seither laufend ergänzt wurde (Stand: 31. Dezember 2022).

## Legende
In den Spalten befinden sich folgende Informationen:
- Lage: Nennt den Straßennamen und wenn vorhanden die Hausnummer des Kulturdenkmals. Die Grundsortierung der Liste erfolgt nach dieser Adresse. Der Link „Karte“ führt zu verschiedenen Kartendarstellungen und nennt die geographischen Koordinaten.
Link zu einem Kartenansichtstool, um Koordinaten zu setzen. In der Kartenansicht sind Baudenkmale ohne Koordinaten mit einem roten bzw. orangen Marker dargestellt und können in der Karte gesetzt werden. Baudenkmale ohne Bild sind mit einem blauen bzw. roten Marker gekennzeichnet, Baudenkmale mit Bild mit einem grünen bzw. orangen Marker.
- Offizielle Bezeichnung: Nennt den Namen, die Bezeichnung oder zumindest die Art des Kulturdenkmals und verlinkt, soweit vorhanden, auf den Artikel zum Objekt.
- Beschreibung: Nennt bauliche und geschichtliche Einzelheiten des Kulturdenkmals, vorzugsweise die Denkmaleigenschaften.
- Erfassungsnummer: Für jedes Kulturdenkmal wird in Sachsen-Anhalt eine 20stellige Erfassungsnummer vergeben. Die letzten zwölf Ziffern werden für die Untergliederung nach Teilobjekten genutzt und werden nur angegeben, soweit vergeben. In dieser Spalte kann sich folgendes Icon  befinden, dies führt zu Angaben zu diesem Baudenkmal bei Wikidata.
- Ausweisungsart: Die Einordnung des Denkmales nach § 2 Abs. 2 DenkmSchG LSA
- Bild: Ein Bild des Denkmales, und gegebenenfalls einen Link zu weiteren Fotos des Kulturdenkmals im Medienarchiv Wikimedia Commons. Wenn man auf das Kamerasymbol klickt, können Fotos zu Kulturdenkmalen aus dieser Liste hochgeladen werden:

## Kulturdenkmale
| Lage                   | Bezeichnung                      | Beschreibung | Erfassungs- nummer | Ausweisungsart | Bild           |
| ---------------------- | -------------------------------- | --- | ------------------ | -------------- | -------------- |
| Am Bache 67 (Karte)    | Wohnhaus                         | aktuelle Adresse: Plan 67A | 094 00748          | Baudenkmal     | Weitere Bilder |
| Am Fahlberg 79 (Karte) | Schule                           | | 094 00735          | Baudenkmal     | Weitere Bilder |
| Bäckergasse 19 (Karte) | Bauernhaus                       | | 094 00747          | Baudenkmal     | Weitere Bilder |
| Dorfstraße 2 (Karte)   | Bauernhaus                       | | 094 00741          | Baudenkmal     | Weitere Bilder |
| Dorfstraße 26 (Karte)  | Rathaus                          | Rathaus | 094 00736          | Baudenkmal     | Weitere Bilder |
| Dorfstraße 27 (Karte)  | Bauernhaus                       | | 094 00737          | Baudenkmal     | Weitere Bilder |
| Dorfstraße 30 (Karte)  | Bauernhaus                       | | 094 00738          | Baudenkmal     | Weitere Bilder |
| Dorfstraße 31 (Karte)  | Bauernhaus                       | | 094 00739          | Baudenkmal     | Weitere Bilder |
| Dorfstraße 32 (Karte)  | Bauernhaus                       | | 094 00740          | Baudenkmal     | Weitere Bilder |
| Im Winkel 63 (Karte)   | Riechertsche Mühle               | Wassermühle | 094 00730          | Baudenkmal     | Weitere Bilder |
| Kirchstraße 50 (Karte) | Bauernhaus                       | | 094 00743          | Baudenkmal     | Weitere Bilder |
| Kirchstraße 58 (Karte) | Bauernhaus                       | | 094 00745          | Baudenkmal     | Weitere Bilder |
| Kirchstraße 78 (Karte) | Stall                            | | 094 00744          | Baudenkmal     | Weitere Bilder |
| Pfahlberg (Karte)      | Kirche zum Heiligen Berge Gottes | Die Kirche „Zum Heiligen Berg Gottes“ befindet sich im Flur 4, Flurstück 473/125 auf dem Fried-/Kirchhof der Ortslage. Sie wurde zu romanischer Zeit erbaut. Der Turm hat die gleiche Breite wie das Schiff und trägt ein Satteldach. An der Südseite des Schiffes befindet sich eine zugemauerte, rundbogige Pforte. Die Fenster wurden im Stil des Barocks renoviert. Im Inneren befindet sich ein Kanzelaltar aus dem Jahr 1744. Die Orgel mit einem barocken Prospekt stammt ebenfalls aus dieser Zeit. | 094 00749          | Baudenkmal     | Weitere Bilder |
| Plan 16 (Karte)        | Bauernhaus Plan 16               | Vierseitenhof aus dem 18. Jahrhundert | 094 00746          | Baudenkmal     | Weitere Bilder |

## Ehemalige Kulturdenkmale
| Lage          | Bezeichnung | Beschreibung | Erfassungs- nummer | Ausweisungsart | Bild |
| ------------- | ----------- | ------------ | ------------------ | -------------- | ---- |
| Bäckergasse 3 | Bauernhof   |              | 094 25491          | Baudenkmal     |      |